# Texarkana (Texas)
Texarkana es una ciudad ubicada en el condado de Bowie en el estado estadounidense de Texas. En el Censo de 2010 tenía una población de 36.411 habitantes y una densidad poblacional de 477,38 personas por km².
Es la ciudad natal del músico Scott Joplin (1868-1917) y del político y candidato a la presidencia estadounidense Ross Perot (1930-2019).

## Geografía
Texarkana se encuentra ubicada en las coordenadas 33°26′53″N 94°4′52″O / 33.44806, -94.08111. Según la Oficina del Censo de los Estados Unidos, Texarkana tiene una superficie total de 76.27 km², de la cual 75.22 km² corresponden a tierra firme y (1.39%) 1.06 km² es agua.

## Demografía
Según el censo de 2010, había 36411 personas residiendo en Texarkana. La densidad de población era de 477,38 hab./km². De los 36411 habitantes, Texarkana estaba compuesto por el 55.38% blancos, el 37.15% eran afroamericanos, el 0.5% eran amerindios, el 1.35% eran asiáticos, el 0.03% eran isleños del Pacífico, el 3.39% eran de otras razas y el 2.21% pertenecían a dos o más razas. Del total de la población el 6.42% eran hispanos o latinos de cualquier raza.